# GROUP-E
GROUP-E ist eine freie, webbasierte Software, die Funktionen einer Groupware, eines Projektmanagement und eines Business Servers auf einer Plattform vereint. Mit Hilfe von GROUP-E wird die Zusammenarbeit von Teams gefördert, die Kommunikation und Organisation erleichtert, die Abwicklung von Projekten unterstützt und das Erfassen und Verteilen von Informationen ermöglicht. Die Administration erfolgt über Webformulare und ist von Personen mit technischen Grundkenntnissen durchführbar.
GROUP-E basiert auf einer LAMP-Architektur mit der Anbindung an den Cyrus-IMAP-Server und Postfix als Mailsystem. Eine Besonderheit ist der transparente Zugriff auf das Samba-Dateisystem über eine Weboberfläche. Ab Version 1.725 integriert GROUP-E auch die direkte Anbindung eines Asterisk-Servers (Click2Dial usw.) Die Software ist vollständig in PHP programmiert. 
Sie ist seit 2005 unter der GNU General Public License (GPL) veröffentlicht und steht als freie Software allen zur freien Benutzung, Verbreitung und Weiterentwicklung zur Verfügung.

## Entstehung und Entwicklung
GROUP-E entstand aus einer Initiative der sieben Gründer des Unternehmens Endo7 aus Bozen/Südtirol. Die Idee war ein „virtuelles Büro“ auf Basis von PHP, Apache, MySQL, OpenLDAP und Cyrus-IMAP-Server zu erstellen und als Standardanwendung unter Open Source zu stellen. 
Die Neuentwicklung wurde projektbezogen von Institutionen und Unternehmen finanziert, welche dadurch eine optimal auf kleine und mittlere Unternehmen (KMU) zugeschnittene Lösung erhielten.
Durch eine öffentliche Förderung konnte im Jahr 2003 die produktfähige Version 1.0 realisiert und die verbesserte Version 1.5 im Jahr 2005 unter GNU General Public License gestellt werden.
GROUP-E wird von vielen kleinen und mittleren Unternehmen, aber auch in der öffentlichen Verwaltung in Italien, Deutschland und Österreich eingesetzt. Zum Beispiel nutzen etwa 70 % der südtiroler Gemeinden die kollaborative Software.

## Funktionsumfang
Der Leistungsumfang ist auf den alltäglichen Kommunikations-, Organisations- und Informationsbedarf von kleinen und mittleren Organisationen abgestimmt und lässt sich wie folgt einteilen:

### Personalisierung
Die persönliche Startseite hat eine Portalfunktion und bietet einen personalisierbaren Zugriff auf die Dienste und Informationen:
- Anzeige ungelesener E-Mails, aktueller Termine, Fälligkeiten, Blackboard usw.
- Anzeige der Online-Anwesenheit aller User
- Aktuelle Informationen im Blackboard
- Persönliche Favoritenliste
- Persönlicher Schnellzugriff auf Dateien und Informationen
- Individuelle Anpassung der Benutzeroberfläche und Standardeinstellung für die einzelnen Module
- Änderung des eigenen Profils

### Kommunikation und Organisation
Für die Kommunikation und Zusammenarbeit stehen die Funktionen von E-Mail, Forum, Messager, Kalender, Adressbuch, Aufgaben und Anrufjournal:
- Persönliche und gemeinsame Terminplanung mit Terminfinder, Einladungs- und Bestätigungsfunktion, Terminerinnerung, Logbuch
- Verwaltung persönlicher und gemeinsamer Adressen mit CRM-Funktionen, Mehrfachzuweisung, Verteilerlisten, Kontaktmanagement
- Verwalten persönlicher und gemeinsamer Postfächer, Schnellablage, Abwesenheitsmeldung, Suche, Filterfunktion, Virenscanner, Spamfilter
- Organisation privater Aufgaben und geschäftlicher Einzel- und Gruppenaufgaben, Delegierung, Fälligkeitsanzeige, Logbuch, Benachrichtigungsservice
- Einfache und schnelle interne Mitteilungen, Erhalt von Nachrichten mit Verweis auf die Informationen in einem anderen Modulen
- Forum mit übersichtlicher Darstellung der Foren und Diskussionsstränge, Favoritenliste, Abonnement- und Benachrichtigungsservice
- Mobile Nutzung von Terminen, Kontakten und Aufgaben durch die Synchronisation mit SyncML-fähigen PDAs und Mobiltelefonen, Abgleich mit Microsoft Outlook und der Linux-Software Evolution. Ab Version 1.7.20 ist es möglich mobile Geräte auch über ActiveSync zu synchronisieren und im Push-Verfahren direkt an das Mobilgerät zu senden.
- Anrufjournal zur Erfassung von eingehenden Telefonaten, eventuelle interne Mitteilung an die gesuchte Person, Auswertung der Anrufe, Festlegung der Kategorien
- Adressbuchsuche und Anzeige der Daten bei eingehenden Telefonaten über Asterisk
- Direktes wählen über Asterisk (Click2Dial) aus dem Adressbuch heraus.
- Wiedervorlagesystem
- Schnelle und kontrollierte Kommunikation via SMS

### Informations- und Wissensmanagement
Für das Erfassen und Verteilung von Informationen und Wissen bietet GROUP-E mit den Modulen Dateien, Informationen und Links folgende Funktionen:
- Integriertes Redaktionssystem für die Erfassung diverser Informationen (Text, Links, Bilder, Tabellen, Listen), termingesteuertes Publizieren im Blackboard, XML-Import und Export und einem Eskalationsmanagement für Dokumente.
- Sammlung von persönlichen und gemeinsamen Internetadressen (Links), „One Klick and Save“-Funktion auf geöffnete URL im Browser, automatisches Einlesen von Basisinformationen aus bestehenden Webseiten
- Zentrale Dokumentenablage für persönliche und gemeinsame Dateien, Anbindung ans Dateisystem (Samba), Zugriff auf Dateien über das Netzwerk (intern) und über Web (von außen), Verwaltung der Rechte auf Verzeichnisse und Dateien über eine Weboberfläche

### Projektmanagement
Das Projektmanagement ist in GROUP-E integriert und kann auf die Funktionen der Kollaboration-Software zurückgreifen: 
- Überblick über alle Informationen zum jeweiligen Projekt mit unmittelbarem Zugriff darauf
- Automatische Erstellung eines Projektverzeichnisses im Dateisystem, einer E-Mailbox und der entsprechenden Kategorie in den GROUP-E-Anwendungen
- Definieren der Mitglieder und Rechte für die einzelnen Projekte
- Definieren von Rechteprofilen
- Zeiterfassung mit Auswertung der erfassten Stunden, „Stoppuhrfunktion“, Präsenzlisten usw.
- Zuordnung von E-Mails, Dateien, Termine usw. zu Projekten
- Archivierung von Projekten

### Systemadministration
Die Administration von GROUP-E und der integrierten Systemkomponenten erfolgt über verständliche Weboberflächen:
- Verwaltung von Konten, der Daten und Rechte der Benutzer
- Definieren von Gruppen und Rollen sowie deren Rechte
- De-/Aktivierung der E-Mail-Konten, Einrichten von beliebigen Mailaliasen, Festlegen der Disk Quota
- De-/Aktivierung von Modulen, Festlegen von deren Standardeinstellungen und differenzierten Zugriffsrechten
- Verwaltung der Rechte auf Verzeichnisse im Dateisystem über die Samba-Schnittstelle